# ALLPlayer
ALLPlayer — польский бесплатный медиаплеер, разработанный ALLPlayer.org, был создан для того, чтобы смотреть видеофайлы с субтитрами в нескольких форматах, дополнительные форматы загружаются платно.

## Описание
Изначально проект был разработан одним польским программистом (Artur Majtczak). Отличительной особенностью от других плееров заключается в том, что он не использует Windows Media Player для проигрывания мультимедиа, а использует DirectX напрямую. Также может проиграть практически любой видеофайл без установленных кодеков в операционной системе.

## Возможности
- Платно: Обнаружение отсутствующих кодеков, необходимых для воспроизведения мультимедийного файла, с последующей их автоматической платной загрузкой из Интернета.
- Интеграция с «Lector» (синтезатор речи) для чтения субтитров.
- Интеллектуальные субтитры, с возможностью настройки скорости отображения.
- Защита медиафайлов паролем.
- Создание собственного меню.
- Только в Польше: Автоматически загружать субтитры из Интернета.
- Загрузка видеофайлов с YouTube.
- Плей-листы.

## Недостатки
- Отсутствие кроссплатформенности.
- Отсутствие портативной версии.
- Закрытый исходный код.
- Плохая локализация русского языка.